# Селянська варта
Селя́нська ва́рта — загони самооборони, створені російською владою на Правобережній Україні для боротьби з польськими повстанцями у 1863 році.
Згідно з наказом Київського генерал-губернатора з числа офіцерів Київської військової округи було призначено начальників загонів сільської озброєної варти. Начальником у межах Заславського повіту був призначений поручник 8-ї артилерійської бригади Картамишев. Окрім Заславського повіту, військові начальники для сільської варти призначені були: в Житомирському повіті — підпоручник Нікольскій, у Новоград-Волинському повіті — поручник Валуєв та в Острозькому повіті — капітан Авксєнтьєв. До обов'язків цих офіцерів належало завжди мати точні свідчення про число сільської варти; особисто перевіряти її в місцях перебування; знати про можливі зміни в чисельному складі варти. Самі ж вартові обирали з-поміж себе так званих десяцьких та соцьких, у свою чергу, офіцер мав визначити чи здібними є обрані на керівництво, і чи є вони благонадійними, коли у нього з'являлися сумніви, він повинен був вимагати перевиборів. Начальники-офіцери повинні були постійно перебувати в повітових містах, підпорядкованих їм варт, а у випадку військових дій — керувати вартовими.
Важливо зазначити, що створення таких варт не було, звичайно, самоініціятивою селян. У силу того, що повстання мало характер своєрідної партизанщини — оскільки невеликі загони повстанців створювалися на широких просторах Правобережної України в різних місцях, боротися з ними регулярними військами влада практично не могла, а відтак вирішено було провести своєрідну «всенародну мобілізацію». При цьому, щодо механізму створення варти були вироблені спеціальні правила. Відповідно до параграфа 1-го тих правил, у кожному селі чи містечку третина дорослого населення повинна була вступити до сільської варти. Інструкція пояснювала, що третину треба рахувати не від числа ревізьких душ, тобто не від числа мешканців, а саме від числа дорослого населення. Наводився, навіть, приклад, якщо в селі 1000 душ, але без врахування стариків та дітей, здатних до роботи є 600 душ, то число варти має складати 200.
Сама ж варта порівну поділялася на два загони. Один називався охоронною вартою і мав охороняти своє ж поселення, залишаючись по своїм домівкам, а інший загін, названий рухомою вартою, мав за обов'язок постійно пересуватися й оглядати навколишню місцевість, а щонайперше — ліси. П'ята частина цих стражників мала бути кінною. У випадку появи повстанців, стражники повинні були їх переслідувати та ловити, а коли повстанців було б багато, то повідомляти про них начальникам поліції для надсилання військ. У спокійний час інструкція дозволяла рухомому складу варти залишатися на своїх місцях і займатися своїми сільськими справами.
Показовою є рекомендація щодо способу мобілізації до числа варти. Параграф 5-й інструкції зазначав, що варта як охоронна, так і рухома формується селянами самостійно за бажанням, але якщо бажання немає, то вона повинна бути сформована за ухвалою сільських і волосних старшин. А кожен, хто вступив до варти, має перебувати в ній не менше двох тижнів. При цьому, вогнепальна зброя, пояснював параграф 13-й, видається лише десяцьким і соцьким, якщо вони вміють стріляти. Інші стражники мають озброїтися списами, косами та сокирами, на випадок переслідування повстанців, в інших же випадках виконання своїх обов'язків — при охороні мостів, переправ, при допиті захоплених підозрілих, озброєнням мають бути палиці та дрюки. Параграф 16-й повідомляє, що зброя для десяцьких та соцьких має бути доставлена з Київського арсеналу, якщо вони не зможуть відбити рушниці та пістолети у повстанців. Параграф 17-й повідомляв, що «государь імператор» милостиво повелів за вбитих стражників, або покалічених повстанцями, відповідним сім'ям видавати залікові рекрутські квитанції. А ще однією пільгою був привілей отримати стражниками частину того майна, яке ними буде відбите в повстанців. Натомість, кожен, хто не виконає своїх обов'язків у числі стражників, буде притягнутий до відповідальности.
Загони селянської варти нападали на групи повстанців, що проходили через Київську і Волинську губернії (наприклад, групи під командуванням капітана Рудницького), а також на маєтки шляхтичів-поляків.